# Géssio Floro
Géssio Floro foi um político e militar romano nomeado procurador da Judeia entre 64 e 66. Nascido em Clazômenas, Floro foi nomeado no lugar de Luceio Albino por Nero por causa da amizade da imperatriz Popeia Sabina com sua esposa Cleópatra. Seu mandato é lembrado principalmente pela sua ganância, que, segundo Flávio Josefo, foi a causa principal da Grande Revolta Judaica.

## Carreira
Ao assumir seu posto em Cesareia Marítima, Floro começou a favorecer a população grega da cidade em detrimento dos judeus, que se aproveitaram da situação para denegrir a imagem dos judeus. Em uma ocasião, os judeus estavam orando numa sinagoga local quando um grupo de gregos sacrificou diversos pássaros num monte de terra na entrada da sinagoga, o que tornou o edifício inteiro impuro. Furiosos, os judeus enviaram uma comitiva a Floro para tentar alguma forma de retribuição, mas o procurador, depois de aceitar o pagamento de oito talentos para ouvir o caso, se recusou a ouvir as reclamações dos judeus e mandou prender os membros da comitiva.
Floro irritou ainda mais a população judaica de sua província depois de remover dezessete talentos do tesouro do Templo de Jerusalém, alegando que o dinheiro era para o imperador. Em resposta ao ultraje, a cidade inteira se levantou em revolta e muitos de seus habitantes passaram a zombar publicamente de Floro passando uma cesta de donativos para coletar esmolas como se Floro fosse um mendigo. Floro reagiu enviando soldados para Jerusalém no dia seguinte para prender os líderes da revolta, que foram flagelados e crucificados, apesar de alguns serem cidadãos romanos.
Depois do início da Grande Revolta, Floro foi substituído pelo procurador Marco Antônio Juliano.